# Sule Stack
Sule Stack o Stack Skerry es una isla volcánica escocesa extremadamente remota en el Atlántico Norte, al norte de las costas de Escocia.
Sule Stack se encuentra localizada a 66 kilómetros al oeste de Mainland (Órcadas). Su única isla vecina, Sule Skerry, se encuentra ubicada a 10 km al noroeste, y las remotas islas de North Rona y Sula Sgeir quedan más lejos al oeste.
Sule Stack pertenece administrativamente a la región de las Órcadas.
La lista de pájaros que nidifica esta isla incluye:
- El alca común (Alca torda)
- El frailecillo común (Fratercula arctica)
- El Fulmar (Fulmarus sp)
- El gavión atlántico (Larus marinus)

- Datos: Q1818674
- Multimedia: Sule Stack / Q1818674